# Odruch łopatkowo-ramienny
Odruch łopatkowo-ramienny (ang. the scapulohumeral reflex) – odruch wywoływany przez uderzenie młoteczkiem neurologicznym w górny wewnętrzny kąt łopatki. Prawidłowa odpowiedź polega na skurczu tylnej części mięśnia naramiennego. Brak odruchu może świadczyć o niedowładzie mięśnia. Odruch nie jest możliwy do wywołania u wszystkich ludzi.